# فرهیون (ویرجینیای غربی)
فرهیون (به انگلیسی: Fairhaven) یک منطقهٔ مسکونی در ایالات متحده آمریکا است که در شهرستان هنکاک، ویرجینیای غربی واقع شده‌است.